# Middle Island (San Cristóbal y Nieves)
Newcastle es una localidad de San Cristóbal y Nieves en la parroquia de Saint Thomas Middle Island.
Se ubica a una altitud de 18 m sobre el nivel del mar.
Según estimación 2010 cuenta con una población de 902 habitantes.